# Atlético Bucaramanga
Club Atlético Bucaramanga, ou apenas Atlético Bucaramanga, é um clube de futebol colombiano sediado em Bucaramanga, na região da Colômbia. Fundado em 11 de maio de 1949, o clube é conhecido popularmente como "Leopardos" e manda seus jogos no Estádio Américo Montanini, que possui capacidade para 25.000 espectadores.

## História

### Fundação e Primeiros Anos
Fundado em 11 de maio de 1949 por Rafael Chaberman, um comerciante de Barranquilla, em associação com membros da Liga Santandereana de Futebol, fez sua estreia na Primera A em 1º de maio de 1949, contra o Deportivo Cali (derrota por 5‑1) e conquistou sua primeira vitória em 19 de junho de 1949, vencendo o Boca Juniors de Cali por 2‑1.

### Décadas de 1950–1960: Identidade e Desafios
Nos anos 1950, adotou o apelido “Los Leopardos”, devido ao uniforme amarelo que lembrava a pelagem do animal; também chamados de “Los Búcaros”, em homenagem à árvore símbolo da cidade, passou por uma grave crise econômica em 1952–53, mudando o nome para Deportivo Bucaramanga e foi rebaixado após abandonar torneios em 1953, em 1956, retornou à Primera A e em 1958 teve José Américo Montanini como artilheiro do campeonato com 38 gols, se tornando um ídolo eterno.

### Décadas de 1970 a 1990: Consolidação e Libertadores
Em 1972, ocorreu expansão e modernização do estádio Alfonso López, aumentando a capacidade para cerca de 15 mil pessoas; em 1996, outra reforma elevou a capacidade para 28 mil, em 1994, o clube foi rebaixado à Primera B, mas já em 1995 foi campeão e voltou para a primeira divisão, Em 1997 chegou à final da liga colombiana, e embora não tenha sido campeão, se classificou para sua única participação na Copa Libertadores (1998) — avançou até a segunda fase.

### Anos 2000: Alternância entre as divisões
O clube teve alternância contínua entre a Categoría Primera A e B nas décadas de 2000 e 2010, enfrentando dificuldades financeiras e administrativas, em 2008, sofreu rebaixamento novamente ao terminar em último na tabela de descenso.

### Renascimento: Ascenso e Conquista Histórica
Em 2015, sob o comando do técnico José “Willy” Rodríguez, conquistou o acesso novamente à Primera A; a torcida celebrou com um título, a fase mais significativa veio em 2024, quando venceu o Torneo Apertura pela primeira vez em sua história, superando o Independiente Santa Fe nos pênaltis após empate de 3‑3 no agregado. O goleiro Aldair Quintana foi destaque ao defender dois pênaltis decisivos, este triunfo representou a primeira taça da liga para o clube, após mais de sete décadas de vida; foi também o retorno a uma Copa Libertadores, desde a edição de 1998.

## Estádio
O Estádio Américo Montanini, localizado em Bucaramanga, é a casa do clube, com capacidade para 25.000 torcedores.

## Títulos

### Nacionais
| NACIONAIS | NACIONAIS                                          | NACIONAIS | NACIONAIS   |
|           | Competição                                         | Vezes     | Ano         |
| --------- | -------------------------------------------------- | --------- | ----------- |
|           | Campeonato Colombiano                              | 1         | 2024-A      |
|           | Campeonato Colombiano de Futebol – Segunda Divisão | 2         | 1995 e 2015 |

## Estatísticas
|  | Participações em 2025 |

| Competição | Competição | Temporadas | Melhor campanha       | Estreia | Última | P | R |
| Colômbia   | Primera A  | 72         | Campeão (2024-A)      | 1949    | 2025   | – | 2 |
| Colômbia   | Primera B  | 10         | Campeão (1995 e 2015) | 1961    | 2015   | 2 |   |

```
Em 2001, o Atlético Bucaramanga foi rebaixado da 
Primera A
 com base na média de pontos (promedio), mas não disputou a 
Primera B
 no ano seguinte, pois manteve sua vaga na elite ao vencer um triangular de promoção e permanência organizado pela Dimayor e pela 
Federação Colombiana de Futebol
.
```